# Jerome Levine
Ne doit pas être confondu avec Leonid Levin.
Jerome Paul Levine (4 mai 1937 - 8 avril 2006) est un mathématicien qui a travaillé en théorie des nœuds.

## Biographie
Né à New York, Levine a obtenu son Bachelor of Science au Massachusetts Institute of Technology en 1958 et son Philosophiæ doctor en mathématiques à l'université de Princeton en 1962, sous la direction de Norman Steenrod. Il est ensuite instructeur au MIT, puis il passe un an à l'Université de Cambridge comme chercheur postdoctoral avec une bourse de la Fondation nationale pour la science. Il devient professeur à l'université de Californie à Berkeley en 1964, et en 1966, il rejoint l'université Brandeis.

## Travaux
Ses premiers travaux concernent la chirurgie topologique en tant qu'outil puissant en théorie des nœuds et en topologie géométrique. En 1970, il est conférencier invité au Congrès international des mathématiciens de Nice.
Jerome Levine est mort d'un lymphome à l'âge de 68 ans.

## Publications (sélection)
- Jerome P. Levine, Algebraic structure of knot modules, Springer-Verlag, coll. « Lecture Notes in Mathematics » (no 772), 1980, xi + 104 (zbMATH 0422.57007).
- Jerome P. Levine, « Knot cobordism groups in codimension two », Comment. Math. Helv., vol. 44,‎ 1969, p. 229-244 (zbMATH 0176.22101).
- Jerome P. Levine, « Polynomial invariants of knots of codimension two », Ann. Math. (2), vol. 84,‎ 1966, p. 537-554 (zbMATH 0196.55905).
- Jerome P. Levine, « Labeled binary planar trees and quasi-Lie algebras », Algebr. Geom. Topol., vol. 6,‎ 2006, p. 935-948 (zbMATH 1144.57009).
- Jerome P. Levine, « Concordance of boundary links », J. Knot Theory Ramifications, vol. 16, no 9,‎ 2007, p. 1111-1120 (zbMATH 1145.57021).